# Come Like Shadows
Come Like Shadows är en roman av Simon Raven, utgiven 1972. Romanen var den åttonde att publiceras i den svit som bär namnet Alms for Oblivion men är även den åttonde i själva kronologin (1945 - 73) då den utspelar sig 1970.

## Persongalleri
- Fielding Gray – Tämligen framgångsrik författare och f d major som sedan åtta år lever i en liten kuststad tillsammans med Harriet Ongley. Gammal vän med Tom Llewyllyn och Daniel Mond. En av huvudpersonerna i Fielding Gray, The Sabre Squadron, Friends In Low Places, The Judas Boy och Places Where They Sing.
- Tom Llewyllyn – Författare och historiker på Lancaster College sedan fyra år. En huvudperson i The Rich Pay Late, Friends In Low Places, The Judas Boy och Places Where They Sing.
- Harriet Ongley – Rik änka som tagit hand om Fielding Gray för åtta år sedan. Figurerade i The Judas Boy och Places Where They Sing.
- Tessie Buttock - Hotellägare och vän med Llewyllyn och Gray. Figurerade i The Rich Pay Late, Friends In Low Places och The Judas Boy.
- Gregory Stern – Förläggare. Lyckligt gift med Isobel. Figurerade tidigare i Fielding Gray, The Rich Pay Late, Friends In Low Places, och The Judas Boy och Places Where They Sing.
- Foxy J Galahead - Producent.
- Max de Freville - Spelare och filmfinansiär. Figurerade tidigare i The Sabre Squadron, The Rich Pay Late, Friends In Low Places och The Judas Boy.
- Stratis Lykiadopolous - Kompanjon med de Freville. Figurerade i Friends In Low Places och The Judas Boy.
- Jules Jacobson - Regissör.
- Dr LaSoeur - Läkare. Figurerade i The Rich Pay Late.
- Elena - Skådespelare.
- Gretel - Skådespelare.
- Margaret Lichfield - Skådespelare. Gör Penelope i "Odysséen."
- Sasha Grimes - Skådespelare.
- Angus Carnavon - Skådespelare. Gestaltar Odysseus.
- Angela Tuck - Tidigare mycket lättfotad livskamrat till Max de Freville. Figurerade tidigare i Fielding Gray, Friends In Low Places och The Judas Boy.
- Burke Lawrence - Regissör. Figurerade tidigare i The Rich Pay Late och Friends In Low Places.
- Earle Restarick - Vid amerikanska underrättelsetjänsten. Figurerade i The Sabre Squadron och The Judas Boy.
- Savidis - Restaricks hjälpreda. Figurerade i The Judas Boy.
- Aloysios Sheath - Restaricks hjälpreda.
- Kapten Detterling - Parlamentsledamot och f d militär. Litterär kompanjon till Gregory Stern. Figurerade i Fielding Gray, Sound The Retreat, The Sabre Squadron, The Rich Pay Late, Friends In Low Places och The Judas Boy.
- Lord Canteloupe – Handelsminister. Figurerade i Sound The Retreat, The Sabre Squadron, Friends In Low Places, The Judas Boy och Places Where They Sing.
- Somerset Lloyd-James – Parlamentsledamot och medhjälpare till lord Canteloupe. En huvudperson i Fielding Gray, The Rich Pay Late, Friends In Low Places, The Judas Boy och Places Where They Sing.

## Handling
Tom Llewyllyn och Somerset Lloyd-James (den senare av misstag) har engagerats till att skriva manus i samband med en filmatisering av Odysséen på Korfu. Efter visa turer har båda överlåtit arbetet till Fielding Gray då denne är klassiskt skolad och väl förtrogen med grekiska. Inspelningen får många komiska turer då filmteamet vill göra något mjukpornografiskt medan den stiftelse, som också finansierar filmen, vill ha mer radikala inslag som helt ändrar handlingen. Den radikala skådespelaren Sasha Grimes, som fonden låter övervaka inspelningen, föreslår till exempel att Odysseus ska ge bort all sin jord till de fattiga.
Gray har stor möda med att försöka rädda den ursprungliga berättelsen men lyckas få Grimes på sin sida genom att inleda en relation med henne. Max de Freville och hans vän Lyki är också inblandade i filmen och besöker inspelningarna. Med sig har de Angela Tuck, som numera blivit omformligt fet och helt slutat med sin lättfotade livsstil. Då Angela, enligt överenskommelse med Fielding, tjuvtittar under en av dennes sexlekar med Sasha får hon en hjärtinfarkt och avlider.
Senare försöker Fielding, som tänker på ålderdomen, pressa producenten Galahead på 50 000£ för att han ska fortsätta hålla Sasha under kontroll. Galahead svarar genom att tillsammans med Max, Lyki och regissören Jules, iscensätta en komplott mot Fielding. På väg till Schweiz grips han av Earle Restarick som därefter håller honom fången i Aten och hotar göra honom till narkoman om han inte erkänner vad han vet. Detta eftersom filmteamet har slagit i Restarick att Fielding ännu rotar i de händelser som skildrades i The Judas Boy.
Senare håller Galahead julfest med ett antal inbjudna från England, däribland Lord Canteloupe, Lloyd-James och kapten Detterling. Då Galahead skryter för skådespelaren Elena om vad han gjort mot Fielding talar hon om detta för dennes tre vänner. Av olika skäl skyndar de genast till undsättning. Canteloupe, chockerad vid tanken på att en engelsman kan behandlas illa i ett obetydligt land som Grekland, tvingar sig in i den byggnad där Fielding officiellt vårdas för "sammanbrott" och för honom med sig och hem till England. När Fielding återkommer till sin lilla kuststad är Harriet inte där men han påbörjar i lugn och ro nya uppdrag som han fått av Gregory Stern.